# 崔成民
崔成民（韓語：최성민，1973年9月30日—），韓國男演員。

## 演出作品

### 電視劇
- 2002年：KBS《孤獨》飾演 閔英哲
- 2004年：MBC《12月的熱帶夜》
- 2005年：MBC《愛情餐歌》
- 2005年：SBS《嫁給百萬富翁》飾演 金承勳
- 2007年：KBS《壞愛情》飾演 尹室長
- 2008年：KBS《大姐姐》飾演 鶴圭
- 2011年：MBC《最佳愛情》飾演 金恩浩
- 2011年：MBC《危險的女人》飾演 表尚具
- 2014年：DRAMAcube《怎樣的離別》
- 2014年：MBC《Hotel King》飾演 Lay Kim
- 2015年：MBC《心情好又暖》飾演 朴東洙
- 2016年：MBC《工作妈妈，育儿爸爸》飾演 劉翰武

### 電影
- 2001年：《愛的色放》
- 2002年：《向左愛．向右愛》
- 2003年：《醜聞-朝鮮男女相悅之事》
- 2004年：《筆仙》
- 2006年：《異想天開》
- 2006年：《黑暗森林》
- 2011年：《鯨魚尋找的自行車》
- 2013年：《死路》
- 2014年：《朝鮮美女三劍客》
- 2017年：《普通人》飾演 金大植（特別出演）
- 2023年：《江南喪屍》

## 外部連結
- 官方网站
- NAVER搜索